# Luís Nicolau Parés
Luís Nicolau Parés (Barcelona, 1960) é um antropólogo espanhol radicado no Brasil, professor da Universidade Federal da Bahia, que desenvolve pesquisas na área de Antropologia da religião, com especialização em história da África.

## Realizações
Parés fez graduação em Filologia Inglesa pela Universitade de Barcelona (1985). Concluiu seu mestrado em Communication Arts pelo New York Institute of Technology (1989) e o doutorado em Antropologia da religião pela Universidade de Londres (1997), com uma tese sobre o Tambor de Mina.
Suas principais áreas de pesquisa incluem a história e a antropologia das religiões afro-brasileiras e africanas e suas conexões atlânticas. Também se dedica aos estudos sobre a história do comércio de escravos no Atlântico, a formação de etnicidades africanas no Brasil e os movimentos de retorno a África no século XIX.
Coordena o site Práticas religiosas na Costa da Mina, no qual são  disponibilizadas fontes documentais, em língua original com tradução para o português, referentes às práticas religiosas desenvolvidas na Costa da Mina, entre 1600 e 1730, um dos períodos de maior intensidade no tráfico atlântico de pessoas escravizadas.

## Escritos
- Imagens do Daomé. Edmond Fortier e o colonialismo francês na terra dos voduns (1908-1909), 2018 (com Daniela Moreau) ISBN 9788546902217
- O Rei, o Pai e a Morte. A Religião Vodum na Antiga Costa dos Escravos na África Ocidental, 2016 ISBN 9788543806372
- A Formação do Candomblé. História e Ritual da Nação Jeje na Bahia, 2018 ISBN 9788526814981
- The Formation of Candomblé: Vodun History and Ritual in Brazil (Latin America in Translation/en Traducción/em Tradução), 2013 ISBN 9781469610924 ISBN 9782811105631
- La formation du Candomblé histoire et rituel du vodun au Brésil, 2011 ISBN 9782811105631
- Sorcery in the Black Atlantic, 2011 (com Roger Sansi) ISBN 9780226645773